# Haugesund
Haugesund és un municipi situat al comtat de Rogaland, Noruega. Té 36.951 habitants (2016) i la seva superfície és de 72,68 km². El centre administratiu del municipi és el poble homònim.
Haugesund fou separada de Torvastad per a formar un nou municipi el 1855. El municipi rural de Skåre fou unit a Haugesund l'1 de gener de 1958. Haugesund és un petit municipi de tan sols 73 km² de superfície. La seva població és de 33.665, cosa que fa que la densitat de població sigui de 459 persones per km².